# Mary de Lellis Gough
Mary de Lellis Gough (geborene Margaret Gough; * 15. Februar 1892 in Kilmore, County Wexford, Irland; † 7. April 1983 in San Antonio, Texas) war eine irisch-amerikanische Mathematikerin und Hochschullehrerin. Sie ist die früheste bekannte in Irland geborene Frau, die in Mathematik promovierte.

## Leben und Werk
Mary de Lellis Gough wurde als Tochter von Ellen Dunne und Walter Gough geboren. Sie wanderte im September 1909 mit einer Gruppe junger Frauen nach Texas aus, nachdem sie ihre Ausbildung bei den Nonnen in Wexford abgeschlossen hatte. Sie schloss sich in Texas den Sisters of Charity of the Incarnate Word an und legte 1911 als Mary de Lellis ihre Gelübde ab.
Während ihrer Tätigkeit als Lehrerin an der High School St. Mary’s Akademy in Amarillo, Texas, studierte sie an der Katholischen Universität von Amerika. Sie schloss 1920 ihr Studium mit einem Bachelor of Arts ab und erwarb 1923 einen Master-Abschluss. Im Sommer 1927 studierte sie an der University of Texas. Sie war eine von vier Ordensfrauen, die 1931 in Mathematik promovierten. Die anderen drei waren Schwester Leonarda Burke, Schwester Charles Mary Morrison und Schwester Mary Felice Vaudreuil. Alle vier schrieben ihre Dissertationen in algebraischer Geometrie unter der Leitung von Aubrey Edward Landry. 1931 promovierte Mary de Lellis Gough an der Katholischen Universität von Amerika mit der Dissertation On the Condition for the Existence of Triangles In-and-Circumscribed to Certain Types of Rational Quartic Curve and Having a Common Side.
Von 1920 bis 1943 unterrichtete sie Mathematik an der katholischen University of the Incarnate Word in San Antonio in Texas. Anschließend wechselte sie vom College-Unterricht zur Finanzabteilung im St. Joseph’s Hospital in Fort Worth, wo sie die Hauptbuchhalterin und Schatzmeisterin für die nächsten 20 Jahre war. 1964 zog sie in das St. Joseph’s-Kloster, ein Altersheim der Schwestern in San Antonio, und wohnte dort bis zu ihrem Tod im Alter von 91 Jahren.
Sie war Mitglied der American Mathematical Society und prägte 1953 den Begriff Mathephobia.

## Veröffentlichungen (Auswahl)
- On the Condition for the Existence of Triangles In-and-circumscribed to Certain Types of the Rational Quartic Curve and Having a Common Side. Catholic University of America, 1931.